# Démétrius d'Alexandrie
Pour les articles homonymes, voir Démétrios d'Alexandrie.
Démétrius est le douzième patriarche d'Alexandrie (189-232). 
Les principales sources sur sa vie sont l’Histoire ecclésiastique d'Eusèbe de Césarée (en grec), l’Encomium Demetrii (en copte) et l’Histoire des Patriarches d'Alexandrie (en arabe). 
Démétrius vécut à une période troublée de l'histoire de l’Église : il dut en effet faire face à la persécution de l'empereur Septime Sévère en 202. Par ailleurs, Démétrius tenta d'asseoir son autorité en contrôlant notamment le Didascalée, une école d'enseignement du christianisme.